# Stockton (Utah)
Pour les articles homonymes, voir Stockton.
Stockton est une municipalité américaine située dans le comté de Tooele en Utah.
Lors du recensement de 2010, sa population est de 616 habitants. La municipalité s'étend alors sur une superficie de 1,63 mille carré (4,22 km2).
Stockton est fondée au milieu du XIXe siècle et devient pendant quelques années une importante cité minière.